# Matt Eberflus

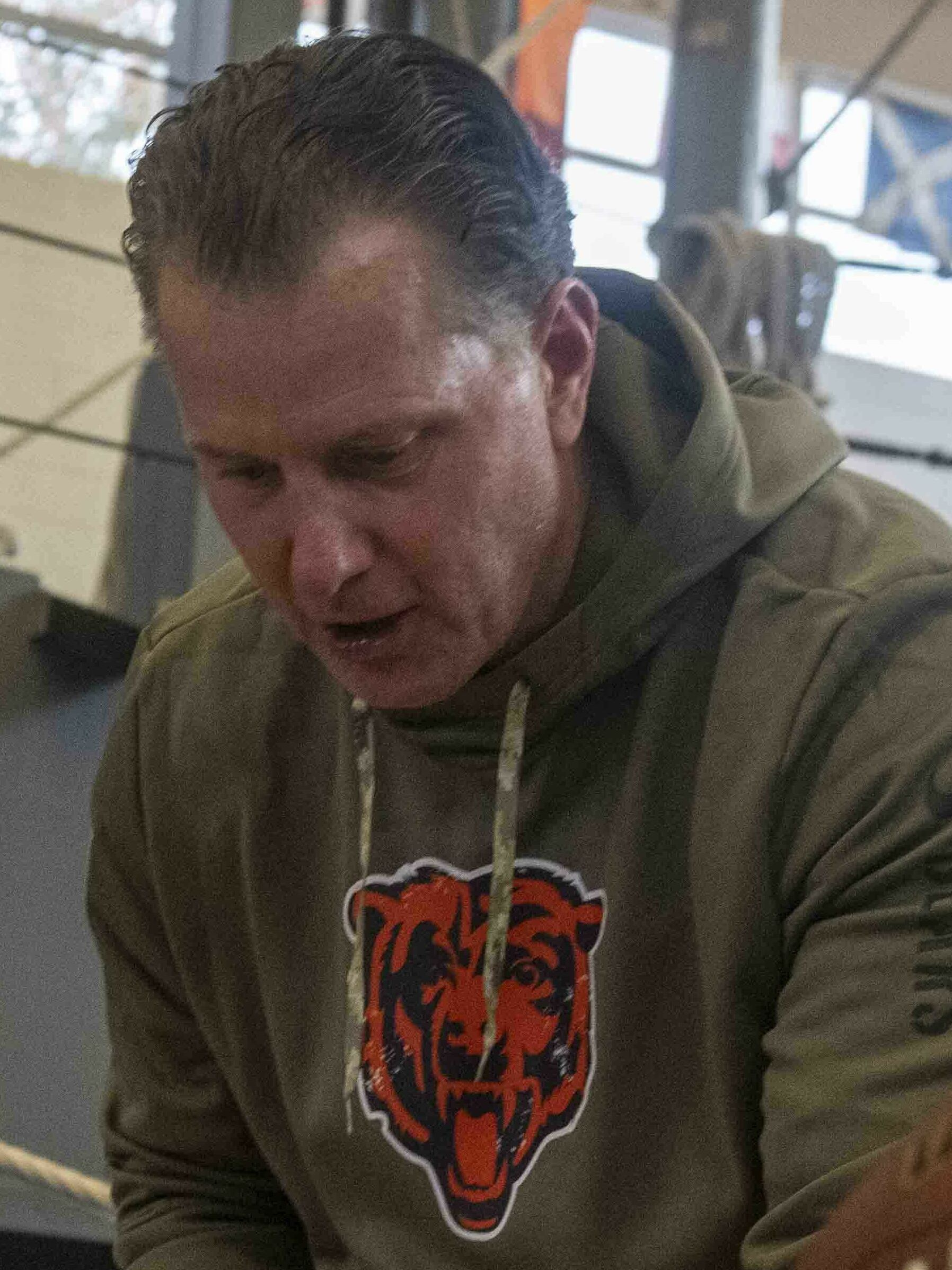
Matt Eberflus, 2022

Matt Eberflus (* 17. Mai 1970 in Toledo, Ohio) ist ein US-amerikanischer American-Football-Trainer. Er war von 2021 bis 2024 Head Coach der Chicago Bears.

## Karriere

### Spieler
Von 1988 bis 1991 spielte Eberflus College Football an der University of Toledo für die Toledo Rockets. Seine Karriere begann er als Walk-on. Er erzielte als Linebacker 325 Tackles in seiner Karriere. Als Junior und Senior wurde er ins first-team All-MAC gewählt und führte sein Team in Tackles an. 2004 wurde er in die Ruhmeshallte der Rockets aufgenommen.

### Trainer
Seine Trainerkarriere begann er 1992 in Toledo, wo er für acht Jahre Assistenztrainer war und untere anderem die Outside Linebacker oder die Defensive Backs trainierte. 2001 wechselte er als Defensive Coordinator an die University of Missouri. Diese Position hatte er bis 2008 inne, ehe er 2009 als Linebackertrainer der Cleveland Browns in die National Football League (NFL) wechselte. Nach zwei Jahren wechselte er für dieselbe Position zu den Dallas Cowboys. 2018 wurde er schließlich Defensive Coordinator der Indianapolis Colts. In Eberflus’ erster Saison in Indianapolis verbesserten sich die Colts von Platz 30 auf Platz 10 in der Scoring Defense, von Platz 30 auf Platz 11 in Total Defense und von Platz 26 auf Platz 8 in der Rush Defense. Zur Saison 2021 verpflichteten die Chicago Bears ihn als Head Coach. Nach einem 4-8-Start in der Saison 2024 wurde Eberflus von seinen Aufgaben entbunden. Er ist damit der erste Bears-Head-Coach, der während einer laufenden Saison entlassen wurde.